# Кастильо, Эдгар
Э́дгар Эдуа́рдо Касти́льо Карри́льо (исп. Édgar Eduardo Castillo Carrillo; 8 октября 1986, Лас-Крусес, Нью-Мексико, США) — американский футболист, левый защитник. Выступал за сборную США.

## Клубная карьера
Кастильо начал свою профессиональную карьеру в клубе «Сантос Лагуна», в составе которого в 2008 году выиграл клаусуру чемпионата Мексики.
В январе 2009 года Эдгар перешёл в «Америку», но там так и не заиграл, поскитавшись по арендам в такие клубы, как «УАНЛ Тигрес», «Сан-Луис» и «Пуэбла».
23 ноября 2011 года было объявлено, что Кастильо взят в аренду «Тихуаной» сроком на полгода с правом последующего выкупа. 7 июня 2012 года «шолос» выкупил контракт игрока. В составе «Тихуаны» он стал чемпионом апертуры 2012.
4 июня 2014 года Кастильо перешёл в «Атлас».
10 июня 2015 года «Монтеррей» выбрал Кастильо на драфте Лиги MX. В составе «полосатых» он выиграл Кубок Мексики апертуры 2017.
9 января 2018 года Кастильо был взят в аренду клубом MLS «Колорадо Рэпидз» сроком на один год с опцией выкупа после завершения сезона 2018. За денверский клуб дебютировал 20 февраля в матче Лиги чемпионов КОНКАКАФ 2018 против «Торонто». В MLS дебютировал 10 марта в матче против «Нью-Инглэнд Революшн». 1 июня в матче против «Ванкувер Уайткэпс» забил свой первый гол в главной лиге США. По окончании сезона 2018 «Колорадо Рэпидз» не стал выкупать Кастильо у «Монтеррея».
18 декабря 2018 года «Нью-Инглэнд Революшн» выменял права на Кастильо в MLS у «Колорадо Рэпидз» на Келина Роу. За бостонский клуб он дебютировал 2 марта 2019 года в матче стартового тура сезона против «Далласа». По окончании сезона 2019 «Нью-Инглэнд Революшн» не продлил контракт с Кастильо.
17 января 2020 года Кастильо подписал контракт с «Атлантой Юнайтед». Во время предсезонной подготовки сломал ребро и пропустил начало сезона. Дебютировал за «Атланту» 16 июля в матче группового этапа Турнира MLS is Back против «Цинциннати». По окончании сезона 2020 «Атланта Юнайтед» не продлила контракт с Кастильо.
13 апреля 2021 года Кастильо присоединился к «Цинциннати», подписав однолетний контракт с опцией продления ещё на один год. За «оранжево-синих» дебютировал 19 июня в матче против «Колорадо Рэпидз». 9 июля в матче против «Коламбус Крю» забил свой первый гол за «Цинциннати». По окончании сезона 2021 «Цинциннати» не продлил контракт с Кастильо.

## Международная карьера
В августе 2007 года Кастильо был включён в заявку сборной Мексики на товарищеские матчи с Колумбией, Панамой и Бразилией. 22 августа Эдгар дебютировал в основном составе «триколорес», выйдя на замену на 53-й минуте в игре против Колумбии.
На матчи отборочного турнира к ЧМ-2010 с Коста-Рикой и Гондурасом, которые состоялись 28 марта и 1 апреля 2009 года соответственно, игрок не явился по причине утери мексиканского паспорта.
29 июня 2009 года в интервью американским СМИ Кастильо сообщил о своём желании играть за сборную США.
В ноябре 2009 года ФИФА разрешила игроку выступать за сборную США. В составе «янки» Кастильо дебютировал 18 ноября 2009 года в товарищеской игре с Данией, где вышел на замену на 61-й минуте вместо Майкла Брэдли.
Принимал участие в Золотом кубке КОНКАКАФ 2013.
В заявку сборной США на Кубок Америки 2016 Кастильо первоначально не был включён, но за два дня до начала турнира был введён в состав вместо, получившего травму, Тимми Чендлера.

## Достижения
«Сантос Лагуна»
- Чемпион Мексики: клаусура 2008

 «Тихуана»
- Чемпион Мексики: апертура 2012

 «Монтеррей»
- Обладатель Кубка Мексики: апертура 2017

 сборная США
- Обладатель Золотого кубка КОНКАКАФ: 2013